# Harry Reeves
Pour les articles homonymes, voir Reeves.
Harry Reeves est un animateur et scénariste américain ayant travaillé au sein des studios Disney. 

## Biographie
Reeves débute chez Disney comme animateur en 1931 sur la série des Silly Symphonies dans les équipes d'apprentissage mais il en change régulièrement, passant de celle de Ben Sharpsteen à celle de David Hand et inversement. Il travaille sur cette série jusqu'en 1933.
En 1938, il rejoint l'équipe de scénaristes sur les séries de Donald Duck et de Pluto.

## Filmographie

### Comme Animateur
- 1931 : En plein boulot
- 1931 : The Cat's Nightmare
- 1931 : Mélodies égyptiennes
- 1931 : The Clock Store
- 1931 : The Spider and the Fly
- 1931 : The Fox Hunt
- 1931 : Le Vilain Petit Canard
- 1932 : The Bird Store
- 1932 : The Bears and the Bees
- 1932 : Rien qu'un chien
- 1932 : Le Roi Neptune
- 1932 : L'Atelier du Père Noël
- 1933 : Birds in the Spring
- 1933 : L'Arche de Noé

### Comme Scénariste
- 1938 : L'Ange gardien de Donald
- 1938 : Bons scouts
- 1939 : Donald le chanceux
- 1939 : Chasseur d'autographes
- 1940 : L'Entreprenant M. Duck
- 1942 : Donald bagarreur
- 1942 : Donald à l'armée
- 1942 : Saludos Amigos
- 1943 : Donald crève
- 1944 : Premiers Secours
- 1945 : Donald emballeur
- 1945 : Casanova canin
- 1945 : Patrouille canine
- 1946 : Le Petit Frère de Pluto
- 1946 : Pluto au pays des tulipes
- 1946 : Les Locataires de Mickey
- 1946 : Pluto détective
- 1946 : Donald dans le Grand Nord
- 1946 : Donald gardien de phare
- 1947 : Coquin de printemps
- 1948 : Mélodie Cocktail
- 1949 : Le Crapaud et le Maître d'école
- 1949 : Donald et son arbre de Noël
- 1950 : Cendrillon